# Daintria
Daintria is een geslacht van rechtvleugeligen uit de familie krekels (Gryllidae). De wetenschappelijke naam van dit geslacht is voor het eerst geldig gepubliceerd in 1994 door Otte.

## Soorten
Het geslacht Daintria omvat de volgende soorten:
- Daintria aperensis Otte & Alexander, 1983
- Daintria australicus Chopard, 1951
- Daintria bookandrini Otte & Alexander, 1983
- Daintria mataris Otte & Alexander, 1983
- Daintria nintenta Otte & Alexander, 1983
- Daintria patawilyis Otte & Alexander, 1983
- Daintria perrumbis Otte & Alexander, 1983
- Daintria wirrensis Otte & Alexander, 1983
- Daintria wookatios Otte & Alexander, 1983
- Daintria worinta Otte & Alexander, 1983
- Daintria yarata Otte & Alexander, 1983
- Daintria yarrami Otte & Alexander, 1983
- Daintria yungellus Otte & Alexander, 1983